# Gan ha-Šloša
Gan ha-Šloša (hebrejsky: גן השלושה, doslova „Park tří“), známý též pod arabským názvem Sahne, je izraelský národní park nacházející se u severního úpatí hory Gilboa poblíž Bet Še'an. Jádro parku tvoří tři rezervoáry napájené termálními prameny s vodopády a kamennými mosty. Teplota vody 28 °C umožňuje celoroční koupání. V bezprostřední blízkosti ležící starý vodní mlýn, archeologické muzeum a Tel Amal jsou nejoblíbenějšími turistickými cíli.
Časopis Time Magazine označil park za nejkrásnější místo Izraele a jedno z 20 nejvíce exotických míst na světě.
Park byl pojmenován po třech příslušnících Hagany (Aronu Etkinovi, Chajimu Sturmannovi a Davidu Mozinsonovi), kteří byli v tomto údolí v roce 1938 zabiti.